# 白佳欽
白 佳欽（ペク・カフム、백가흠、1974年 - ）は韓国の小説家である。全羅北道益山出身。

## 略歴
現時代が陥ってしまった狂気と、まともでない現実を、アイロニーとファンタジーで表す作家である。作家の初めての小説集である『コオロギが来る』(2005)を通して、独自のユニークな小説手法を見せている。ここに登場する人物のほとんどは苦しい人生を送っている。しかし、作家は、繰り返される困窮と暴力に晒された主人公たちが置かれた状況から逃れられるような状況、あるいは何らかの希望のようなものを提示することなく、凄絶な人生の裏面を赤裸々に表すだけである。
長編小説『ナフタリン』(2012)では、山間に位置した修練院を背景にして起きた様々な事件を、オムニバス形式で織り成した。この作品は、スピーディな展開、単純かつ乾燥した文体でもって、暗いテーマを変化のあるものに形象化した。人生の本質に迫ろうとす彼の意志がよく現れている。

## 受賞歴
- 2001年、ソウル新聞 新春文芸

## 主な作品
- 2005年、『귀뚜라미가 온다』(コオロギが来る)[2]
- 2007年、『조대리의 트렁크』 (超代理のトランク)
- 2011年、『힌트는 도련님』(ヒントは若旦那)
- 2012年、『나프탈렌』(ナフタリン)
- 2013年、『향』(香り)